# Кроветворная система

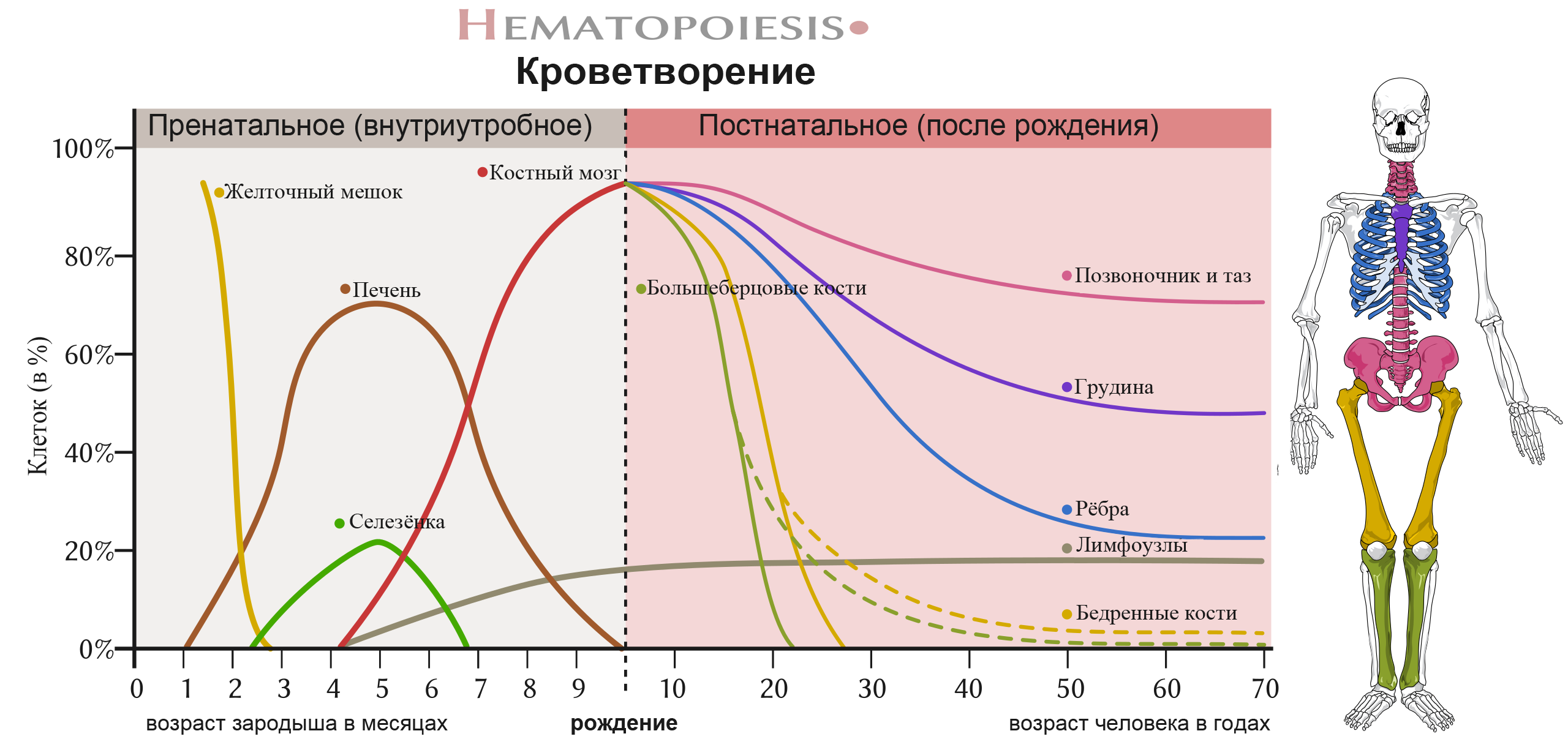
Основные органы кроветворения в пре- и постнатальный периоды

Кроветво́рная система — система органов организма, отвечающих за постоянство состава крови. Поскольку в организме непрерывно разрушаются форменные элементы (например, тромбоциты распадаются примерно через неделю), основной функцией кроветворных органов является постоянное пополнение клеточных элементов крови — кроветворение или гемопоэз (лат. haemopoiesis). Соответственно, по основным элементам крови, гемопоэз делится на эритропоэз, лейкопоэз, и тромбоцитопоэз.
Основными компонентами кроветворной системы являются костный мозг, лимфатические узлы и селезёнка.
В костном мозге происходит образование эритроцитов, разных форм лейкоцитов и тромбоцитов.
Лимфатические узлы участвуют в процессах кроветворения, вырабатывая лимфоциты, плазматические клетки.
Селезёнка состоит из так наз. красной и белой пульпы. Красная пульпа заполнена форменными элементами крови, в основном эритроцитами; белая пульпа образована лимфоидной тканью, в которой вырабатываются лимфоциты. Помимо кроветворной функции, селезёнка осуществляет захват из тока крови повреждённых эритроцитов, микроорганизмов и других чуждых организму элементов, попавших в кровь; в ней вырабатываются антитела.